# 142-es busz (Pécs)
A pécsi 142-es jelzésű autóbusz tanévben, munkanapokon reggel közlekedik Nagyárpádtól a Fagyöngy utcáig, délután pedig az ellenkező irányban.

## Útvonala
| Nagyárpád → Kertváros → Fagyöngy utca | Málom-hegyi út → Fagyöngy utca → Kertváros → Temető → Nagyárpád |
| --- | --- |
| Nagyárpád – Fő tér – Németh Béla utca – Kemény Zsigmond utca – Kanizsai Dorottya út – Postavölgyi út – Hőtávvezeték, forduló – Postavölgyi út – Kanizsai Dorottya út – Maléter Pál út – Aidinger János út – Nagy Imre út – Malomvölgyi út – Illyés Gyula út – Fagyöngy utca | Málom-hegyi út – Illyés Gyula út – Fagyöngy utca, forduló – Illyés Gyula út – Malomvölgyi út – Nagy Imre út – Aidinger János út – Maléter Pál út – Siklósi út – Faiskola utca – Nagyárpádi út – Kemény Zsigmond utca – Németh Béla utca – Fő tér – Nagyárpád |

## Megállóhelyei
| 142 (Nagyárpád – Fagyöngy utca) |                           |          | |               |
| Perc (↓)                        | Megállóhely               | Perc (↑) | Megállóhelyet érintő járatok                                                                                     | Létesítmények |
| 0                               | Nagyárpád végállomás      | 23       | 41, 41Y, 42, 42Y, 43, 142                                                                                        |               |
| 2                               | Kiss János utca           | 22       | 41, 41Y, 42, 42Y, 43, 142                                                                                        |               |
| 5                               | Hőtávvezeték              | ∫        | 41, 41E, 41Y, 43, 142                                                                                            |               |
| 7                               | Árpádváros                | ∫        | 41, 41E, 42Y, 43, 121, 142                                                                                       |               |
| ∫                               | Községhatár               | 20       | 41, 41Y, 42, 42Y, 142                                                                                            |               |
| ∫                               | Csárda                    | 19       | 41, 41Y, 42, 42Y, 142                                                                                            |               |
| ∫                               | Temető keleti kapu        | 18       | 41, 41Y, 42, 42Y, 142                                                                                            |               |
| ∫                               | Interspar                 | 16       | 41, 41Y, 42, 42Y, 142                                                                                            |               |
| ∫                               | Temető északi kapu        | 15       | 6, 7, 7Y, 8, 22, 23, 23Y, 24, 33, 41, 42Y, 43, 73, 73Y, 142 · Helyközi autóbuszok                                |               |
| ∫                               | Temető déli kapu          | 14       | 6, 7, 7Y, 8, 41, 42Y, 43, 73, 73Y, 142                                                                           |               |
| 9                               | Littke József utca        | 12       | 6, 6E, 7, 7Y, 8, 73, 73Y, 107E, 109E, 121, 142                                                                   |               |
| 11                              | Aidinger János út         | 10       | 1, 7, 7Y, 22, 23, 23Y, 24, 55, 60, 60A, 60Y, 73, 73Y, 107E, 109E, 142                                            |               |
| 12                              | Sztárai Mihály út         | 9        | 1, 7, 7Y, 22, 23, 23Y, 24, 55, 60, 60A, 60Y, 73, 73Y, 107E, 109E, 142                                            |               |
| 14                              | Csontváry utca            | 8        | 1, 3, 3E, 6, 6E, 7, 7Y, 22, 23, 23Y, 24, 55, 60, 60A, 60Y, 61, 62, 73, 73Y, 103, 107E, 109E, 121, 130, 130A, 142 |               |
| 16                              | Tildy Zoltán utca         | 7        | 1, 8, 22, 23, 23Y, 24, 33, 62, 73, 73Y, 109E, 142                                                                |               |
| 17                              | Gadó utca                 | 6        | 1, 8, 22, 23, 23Y, 24, 33, 62, 73, 73Y, 109E, 142                                                                |               |
| 18                              | Málom-hegyi út            | 5        | 1, 8, 22, 23, 23Y, 24, 33, 62, 73, 73Y, 109E, 142                                                                |               |
| 19                              | Csipke utca               | 4        | 1, 8, 22, 23, 23Y, 24, 33, 62, 73, 73Y, 109E, 142                                                                |               |
| 20                              | Fagyöngy utca             | 3        | 1, 8, 22, 23, 23Y, 24, 33, 51, 52, 62, 73, 73Y, 109E, 142                                                        |               |
| ∫                               | Csipke utca               | 1        | 1, 8, 22, 23, 23Y, 24, 33, 62, 73, 73Y, 109E, 142                                                                |               |
| ∫                               | Málom-hegyi út végállomás | 0        | 1, 8, 22, 23, 23Y, 24, 33, 62, 73, 73Y, 109E, 142                                                                |               |